# Macro-Ge-Sprachen

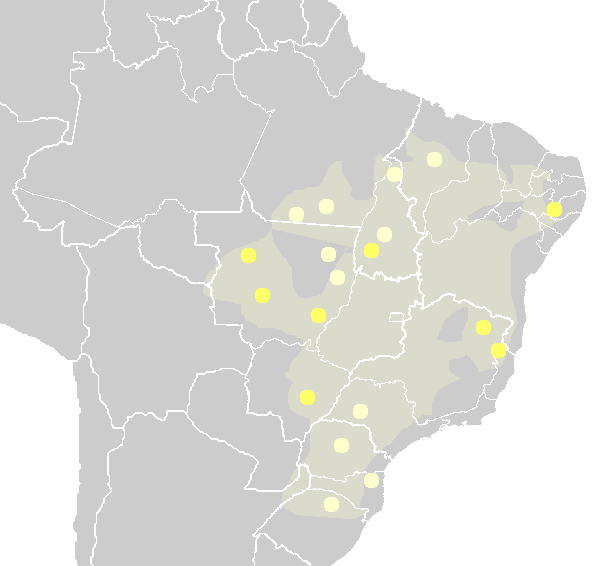
Verbreitung der Macro-Ge-Sprachen

Macro-Ge oder Makro-Ge ist eine indigene amerikanische Sprachfamilie, die 41 Sprachen umfasst, von denen 23 bereits ausgestorben sind, und früher im östlichen Teil Südamerikas, insbesondere Brasiliens verbreitet war. Viele Sprecher von Macro-Ge-Sprachen haben sich ans Portugiesische assimiliert und ihre Muttersprache aufgegeben. Die verbliebenen Sprachgemeinschaften des Macro-Ge sind zahlenmäßig klein. Die sprecherreichste Sprache ist die Sprache der Kaingang mit 18.000 Muttersprachlern, die in den brasilianischen Bundesstaaten São Paulo, Paraná, Santa Catarina und Rio Grande do Sul gesprochen wird. Hinsichtlich der Sprecherzahl folgen das Xavante (8000) und die Sprache der Kayapó (7000). Diese drei sprecherreichsten Sprachen gehören alle zur Gruppe der Ge-Sprachen.

## Gliederung
- Fulniô [fun]
  - Fulnio
  - Yate

- Kariri
  - Kipea (Kariri)
  - Kamuru
  - Dzubukua (Kiriri)
  - Sabuja (Pedra Branca)
- Baenan
- Kamakã [vkm]
  - Nördl
    - Masakará

  - Südl
    - Kamakã
      - Kotoxó
      - Mongoyó
- Maxakalí [mbl]
  - Malali
  - Zentral Maxakali
    - Maxakali
    - Old Maxakali
      - Maconi
      - Monoxó
      - Capoxó
      - Kumanaxoó
      - Panhame

    - Pataxó
      - Pataxó-Hãhãhãe
      - Pataxó von Wied

    - Coropoó
- Botocudo:
  - Krenak [kqq]
  - Guerén
  - Nakrehé
- Purí [prr]
  - Puri
  - Coroado
- Ge-Gruppe (13 Sprachen)
- Jeico
- Karajá [kpj]
  - Shambioa
  - Karaja nördl
  - Karaja südl
  - Javahe
- Oti (Euchavante) [oti]
- Ofayé [opy]
- Guató [gta]
- Bororo:
  - Eigentliches Bororo:
    - Borôro [bor]
      - Boróro (Biriboconé)
      - Orari (Orarimugodoge, Eastern Bororo)

    - Aravira: am Rio Cabaçal und am Rio Sepotuba
    - Umotína [umo]

  - Otuke [otu]
    - Covareca (Covare): Santa Ana de Chiquitos Mission, Bolivien
    - Curuminaca (Curumina): Casalvasco Mission, Bolivien
    - Coraveca (Curave, Ecorabe): Santo Corazón Mission, Bolivien
    - Curucaneca (Curucane, Carruacane): San Rafael Mission, Bolivien
    - Tapii: Santiago de Chiquitos Mission, Bolivien
- Chiquito: Chiquitano (Monkoka, Tarapekosi) [cax]
  - North (Chiquito)
    - Chiquito
      - Bésɨro (Chiquitano Lomeriano): Lomerío region und Concepción.
      - Chiquitano Migueleño: San Miguel de Velasco
      - Chiquitano Ignaciano: San Ignacio de Velasco
      - Chiquitano Santiagueño: Santiago de Chiquitos

    - Manasí (Manacica): San Francisco Xavier und Concepción Missionen
    - Penoki (Penokikia): San José Mission
    - Pinyoca-Kusikia
      - Pinyoka: San Xavier, San José und San José de Buenaventura Missionen
      - Kusikia: nördl. der Penoki

    - Tao-Tabiica
      - Tao (Yúnkarirsh): San Rafael, Santa Ana, San Miguel, San Ignacio, San Juan, Santo Corazón und Concepción Missionen, Bolivien
      - Tabiica

    - San Simoniano: Sierra de San Simón und Rio Danubio

  - Churapa: Rio Piray
- Rikbaktsá [rkb]
- Yabutí:
  - Arikapú [ark]
  - Jabutí [jbt]

Glottolog fasst nur noch Aimore, Maxakalian, Je, Karajá, Ofayé, Rikbaktsa und Jabuti als Makro-Ge zusammen.
Der brasilianische Linguist Aryon D. Rodrigues (1925–2014) fasst wieder mehr Sprachen zum Makro-Ge zusammen (Yate, Kariri, Kamakã, Maxacali, Krenak, Puri, Jè (darin ebenso enthalten Jaico), Karaja, Ofaye, Guato, Bororo und Rikbaktsa).
Kausen fasst Kariri, Kamakan, Maxacali, Krenak, Puri, Je, Jeiko, Karaja, Ofaye. Bororo, Chiquitano, Rikbaktsa und Yabuti unter Makro-Ge zusammen und zeigt noch vier Isolierte Sprachen, die von manchen Autoren auch zu Makro-Ge gerechnet werden: Yate, Guato, Oti und Baenan.
Ethnologue zeigt momentan überhaupt kein Makro-Ge.
Nikulin fasst Jè, Jaiko, Trans-Sao Francisco (Borum(Krenak), Kamaka, Maxacali), Karaja, Ofaye, Rikbaktsa, Jabuti zu Makro-Jè zusammen. Chiquitano ist in Nikulins Augen eine Schwestersprache des Makro-Jè.